# دنیس میهای
دنیس میهای (به انگلیسی: Denis Mihai،  زادهٔ ۲ ژانویهٔ ۲۰۰۳) یک کشتی‌گیر فرنگی‌کار اهل کشور رومانی است.
از افتخارات وی می‌توان به کسب مدال برنز قهرمانی کشتی جهان ۲۰۲۴ اشاره کرد.

## فعالیت حرفه‌ای

### قهرمانی کشتی جهان ۲۰۲۴
میهای در وزن ۵۵ کیلوگرم کشتی فرنگی قهرمانی کشتی جهان ۲۰۲۴ تیرانا شرکت کرد، او در مسابقه های اول و دوم کاگتورا اوکاموتو از ژاپن و سانجیف از هند را شکست داد اما در نیمه نهایی به الدانیز عزیزلی از آذربایجان باخت و به دیدار رده‌بندی رفت. وی در دیدار رده‌بندی ژانگ هایفنگ از چین را شکست داد و مدال برنز را بدست آورد.